# 莱维勒迪约
莱维勒迪约（法語：Les Villedieu，法語發音：[le vildjø]）是法国杜省的一个市镇，位于该省南部，属于蓬塔利耶区。

## 地理
莱维勒迪约（46°43'42"N, 6°14'49"E）面积15.07 平方千米，位于法国勃艮第-弗朗什-孔泰大區杜省，该省份为法国东部内陆省份，北起上索恩省，西接汝拉省，东部及东南部与瑞士接壤，东北部与贝尔福地区省接壤。
与莱维勒迪约接壤的市镇（或旧市镇、城区）包括：布雷和迈松迪布瓦、热兰、罗什让、萨拉茹瓦。

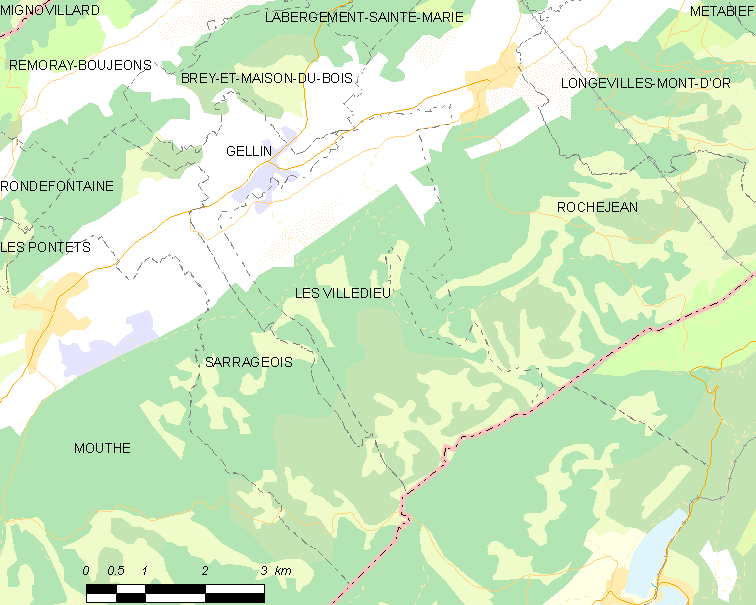
莱维勒迪约的OSM定位图

莱维勒迪约的时区为UTC+01:00、UTC+02:00（夏令时）。

## 行政
莱维勒迪约的邮政编码为25240，INSEE市镇编码为25619。

## 政治
莱维勒迪约所属的省级选区为弗拉讷县。

## 人口

1962-2008年间莱维勒迪约人口变化图示

莱维勒迪约于2022年1月1日时的人口数量为222人。